# Franz Kullak
Franz Kullak (Berlín, 12 d'abril de 1844 - idem. 9 de desembre de 1913) fou un pianista i compositor alemany.
Franz, era fill de Theodor Kullak, va estudiar a la Nova Acadèmia del seu pare a Berlín, que ell va continuar després de la mort de Theodor el 1882, i el 1890 es va dissoldre. En aquesta acadèmia va tenir molts alumnes entre ells l'eslovac Leo Kestenberg.
Com a llibres d'ensenyança va publicar:
- Les primeres lliçons de piano
- El progrés en el piano
- L'harmonia al piano.

Va compondre la gran òpera en 5 actes Inés de Castro (Berlin 1877), un obertura d'aniversari, peces de piano i cançons. A més, va arranjar nombroses obres orquestrals (incloent Mozart i Beethoven) per a piano i va treballar com a crític i editor de música.

## Publicacions
- https://archive.org/details/dervortraginderm00kull/page/n5/mode/2up?view=theater/ Editorial: F. E. C. Leuckart, Leipzig 1898. Nova edició Editorial: Kessinger Pub Co. 2010. ISBN 978-1-1677-5604-7
- https://archive.org/details/beethovenspianop00kull/page/n5/mode/2up?view=theater/Traduït de l'alemany per Theodore Baker. Publicat per G. Schirmer, Nova York 1901
- Concert op.19, si bemoll major, núm.2, amb digitació i l'acompanyament orquestral complet transcrit per a piano. Editorial: Steingräber, Leipzig 1885
- Concert per a piano en re menor. Editorial: Steingräber, Leipzig 1888
- Concerts per a piano / Beethoven; amb digitació i l'acompanyament orquestral complet transcrit per a piano. Editorial: Steingräber, Leipzig 1889
- Wolfgang Amadeus Mozart: Concerts per a piano. (Dos pianos, quatre mans) Verlag: G. Schirmer, Nova York, 1986. ISBN 978-0-7935-6499-6